# Citoscheletro

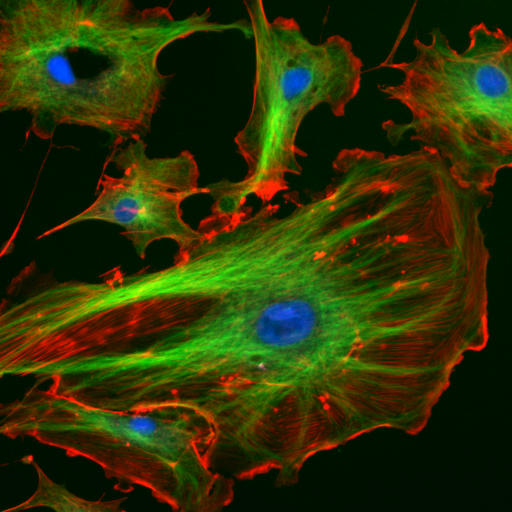
La tubulina citoscheletrica di alcune cellule endoteliali marcata in verde, l'actina in rosso, osservata in microscopia confocale.

Il citoscheletro è un'intelaiatura di filamenti e microtubuli proteici presente nel citoplasma di tutte le cellule, di cui garantisce l'integrità strutturale.
Formato dalle proteine actina e tubulina, non è solo un'intelaiatura statica, ma permette alle cellule di cambiare la loro forma e di muoversi mediante strutture; inoltre, rinforza la membrana plasmatica e quella nucleare, consente il trasporto delle vescicole e il movimento di alcuni organuli nel citoplasma, costituisce i sarcomeri, che permettono la contrazione muscolare, e il fuso mitotico, essenziale per la divisione cellulare, sostiene i dendriti e gli assoni dei neuroni ed interagisce con l'ambiente extracellulare.

## Funzioni
Le funzioni principali del citoscheletro sono:
- supporto dinamico e strutturale alla cellula
- determinazione della posizione degli organelli citoplasmatici
- determinazione della forma della cellula
- presidio del movimento cellulare
- formazione del fuso mitotico, necessario per la divisione cellulare
- smistamento di vescicole, organelli e molecole lungo specifiche piste

## Il citoscheletro eucariotico
Il citoscheletro eucariotico è costituito da tre tipi di filamenti proteici che si distinguono per funzione e composizione:
- filamenti actinici o microfilamenti
- filamenti intermedi
- microtubuli superiori

Ai tre tipi fondamentali di filamenti proteici vanno aggiunte centinaia di proteine accessorie che servono da mediatori per il loro attacco ad altre strutture cellulari come la membrana plasmatica o le vescicole, ma anche come componenti fondamentali nell'assemblaggio dei filamenti e come motori proteici.

### Caratteristiche generali
I filamenti proteici del citoscheletro sono strutture sottili che possono raggiungere decine di μm di lunghezza e, in alcuni casi, come negli assoni dei neuroni, perfino diversi centimetri. Ciò implica che non siano costituiti ciascuno da una singola proteina ma siano polimeri proteici costituiti dalla successione di proteine che da sole sono lunghe pochi nanometri. Il fatto che i filamenti siano costituiti da subunità molto piccole permette alla cellula di riorganizzare in tempi rapidi anche vaste porzioni del suo citoscheletro e di regolarle molto più finemente di quanto non potrebbe fare con subunità molto più grandi, ciò le dona grande versatilità. I microtubuli e i filamenti di actina sono costituiti da subunità proteiche dalla forma globulare, mentre i filamenti intermedi sono costituiti da proteine fibrose ed allungate. Tutte le subunità proteiche dei filamenti del citoscheletro tendono a distribuirsi formando strutture elicoidali, perché sono conformazioni molto stabili che resistono alla rottura da parte dell'energia termica dell'ambiente intracellulare (cosa che non potrebbero fare le subunità si attaccassero in tandem mediante un motivo "testa-coda-testa-coda") e riducono al minimo l'energia libera. 
Nel contempo tutte le subunità che formano i filamenti del citoscheletro sono unite le une alle altre mediante legami non covalenti ed interazioni idrofobiche, il che permette loro una maggiore velocità di polimerizzazione o di depolimerizzazione. Le subunità si associano formando sovrastrutture chiamate protofilamenti, che a loro volta si associano l'uno all'altro per formare strutture elicoidali comuni, le coiled coil, soprattutto nei filamenti intermedi. La polimerizzazione o depolimerizzazione all'interno di un filamento avviene sempre alle estremità poiché in quelle posizioni è necessario formare meno legami per associarsi o dissociarsi dal resto del filamento, generalmente un solo legame longitudinale (con la subunità appena posteriore) e due legami laterali con quelle adiacenti, ciò permette una maggiore velocità di questo processo. 
L'associazione di più protofilamenti rende ciascun filamento del citoscheletro termicamente stabile ma la sua resistenza è ulteriormente implementata dal fatto che le singole subunità sono sfalsate l'una dall'altra, ciò conferisce al filamento resistenza alla trazione e al ripiegamento. I filamenti del citoscheletro più stabili e resistenti sono i filamenti intermedi che alle caratteristiche sopraelencate aggiungono una diversa struttura delle subunità proteiche (allungate e fibrose invece che globulari) e del filamento (coiled coil).

### Microfilamento

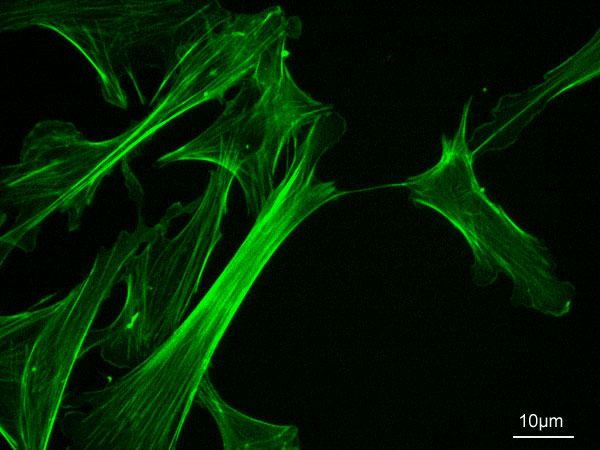
Citoscheletro di actina dei fibroblasti nell'embrione di topo

Sono composti da subunità monomeriche di una singola proteina, l'actina, mentre i microtubuli sono formati da subunità dimeriche (α-β tubulina). I microfilamenti si formano per aggiunta di unità monomeriche di actina, una proteina globulare che lega ATP.
Con il loro spessore di 6-7 nm, sono i filamenti citoscheletrici più sottili. Hanno una polarità strutturale, ovvero possiedono un'estremità positiva,  chiamata "barbed end", dove avviene preferenzialmente l'aggiunta di g-actina (che contribuisce così all'allungamento del filamento), ed un'estremità negativa, chiamata "pointed end", che influisce poco sull'accrescimento e in cui prevalgono i fenomeni di depolimerizzazione actinica. Dopo l'accrescimento del filamento l'ATP viene idrolizzata in ADP.
La polimerizzazione inizia lentamente con 3 molecole di actina che si legano tra loro. Nella cellula la concentrazione di actina libera è molto alta, quindi altre molecole di actina si legano a questo polimero neo-formato ed il processo diventa man mano più veloce fino a che non raggiunge uno stadio stazionario, definito "steady point", secondo il modello del mulinello dell'actina, il cosiddetto "treadmilling", ovvero quando la velocità di aggiunta di monomeri è uguale a quella di rilascio. Tale processo è considerato altamente dinamico.
Le proteine associate ai filamenti actinici sono numerose: ci sono proteine che inibiscono la polimerizzazione dei filamenti, altre che tagliano i filamenti (gelsolina) e altre ancora che li incappucciano (CapZ) per evitare che si accrescano; ci sono anche proteine che collegano i microfilamenti per formare un fascio, come avviene nei microvilli, ed altre proteine che conferiscono la contrattilità ai filamenti actinici donando alla cellula la capacità di cambiare forma e di dirigere i traffici interni ad essa.

#### La miosina e la sua interazione con i microfilamenti
Questa proteina è presente in tutte le cellule eucariotiche. È dotata di attività ATPasica, cioè è in grado di idrolizzare l'ATP.
Esistono diverse isoforme di miosina all'interno delle cellule. 
Nel complesso le varie isoforme funzionano da "motori proteici" per l'actina; in pratica accoppiano l'idrolisi della molecola di ATP con cambiamenti conformazionali che contribuiscono a generare la forza meccanica per i vari tipi di motilità cellulare e sub-cellulare (contrazione cellulare, citocinesi, traffico di vescicole).
La struttura della miosina consiste in due parti principali: la testa globulare, che lega la molecola di actina ed è dotata di attività ATPasica (cioè in grado di idrolizzare l'ATP) e da una coda, unita alla testa, che consiste in due catene proteiche con conformazione ad elica avvolte insieme.
Il complesso actina-miosina, nelle cellule muscolari scheletriche dei Vertebrati, forma una struttura caratteristica detta sarcomero, da cui dipende la contrazione delle fibre muscolari; la contrazione è influenzata essenzialmente dalla concentrazione intracellulare dello ione calcio, ma anche da altre proteine come la tropomiosina, la troponina e la nebulina.

### Filamenti intermedi

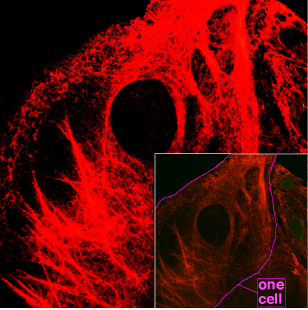
Filamenti di cheratina dentro la cellula

I filamenti intermedi sono così chiamati per il loro spessore (circa 10 nm), intermedio tra quello dei microtubuli e quello dei filamenti actinici.
Le molecole che li costituiscono sono filamentose e variano a seconda del tipo di cellula, pertanto costituiscono una popolazione eterogenea. Possiedono una grande resistenza alla trazione e consentono alla cellula di sopportare stress meccanici.
A differenza degli altri filamenti citoscheletrici, i filamenti intermedi non sono polarizzati e sono più stabili.
La polimerizzazione dei filamenti intermedi avviene nel seguente modo: due monomeri si aggregano formando un dimero, il quale si unisce lateralmente ad un altro dimero formando un tetramero; infine i tetrameri si aggregano a loro volta fino a che non arrivano a formare un filamento costituito da 32 monomeri, molto simile ad una corda. I tetrameri si associano lateralmente a tandem, costituendo delle formazioni piane che successivamente si ripiegano in strutture cave.
Una categoria di filamenti intermedi presenti in tutte le cellule è quella delle lamìne, ovvero quel particolare tipo di filamenti che va a costituire la lamina nucleare. Nel processo di divisione cellulare la lamina nucleare deve scomparire, altrimenti il materiale genetico della cellula non potrebbe ripartirsi tra le due cellule figlie. È necessario quindi che le proteine che costituiscono i filamenti intermedi della lamina nucleare vengano fosforilate, in modo da renderle instabili e portarle alla depolimerizzazione. I filamenti intermedi della lamina nucleare sono controllati nei loro processi di polimerizzazione e depolimerizzazione dalla proteina chinasi.
I filamenti intermedi possono legare differenti tipologie proteiche, tra cui:
- la desmoplacchina, che connette i filamenti intermedi ai desmosomi e agli emidesmosomi
- la plectrina, che connette i filamenti intermedi ai microtubuli
- l'ankyrina, che connette i filamenti intermedi ai microfilamenti

### Microtubuli

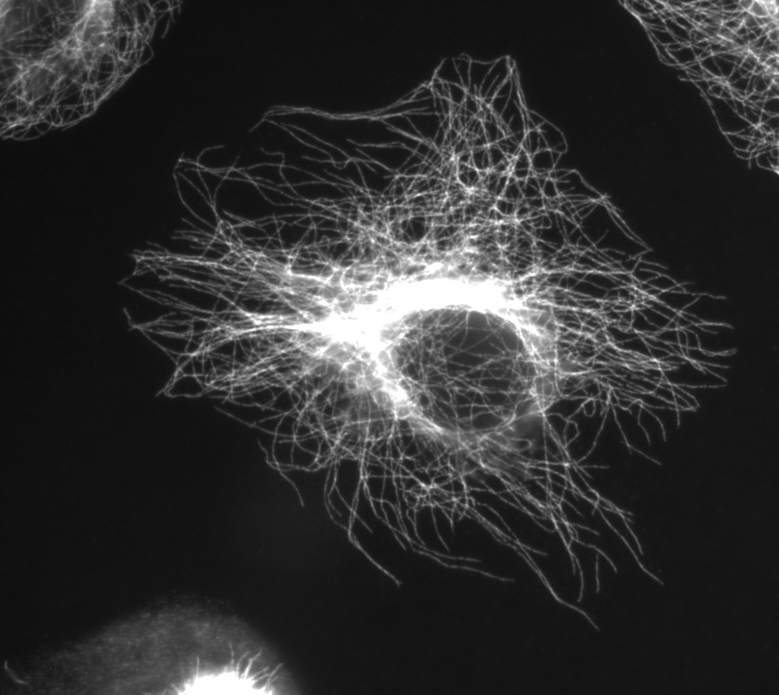
Microtubuli in una cellula

I microtubuli sono strutture proteiche cilindriche cave dal diametro esterno di 25 nm. Sono composti da eterodimeri formati da una molecola di tubulina-α e una di tubulina-β. Oltre a queste due isoforme esiste anche la γ-tubulina, che si localizza negli MTOCs. Le molecole di γ-tubulina hanno un ruolo importante nel processo di nucleazione dei dimeri di α e β-tubulina, oltre a formare un anello collegato ai microtubuli in allungamento. Sono capaci di autodemolirsi rapidamente in una sede e ricostituirsi altrettanto velocemente in un'altra. Le loro pareti sono formate da 13 protofilamenti. Anche i microtubuli sono polari. La tubulina è una proteina capace di legarsi a GTP, ma solo la tubulina-β può idrolizzare GTP a GDP.
Il processo di polimerizzazione dei microtubuli inizia molto lentamente: più eterodimeri di tubulina-αβ, tramite un processo detto di nucleazione, vanno a formare un piccolo microtubulo. Una volta formato, il piccolo microtubulo si accresce da entrambe le parti (la velocità di accrescimento è maggiore all'estremità positiva) ed il completamento è rapido.
In vitro si osserva che, a bassissime concentrazioni di tubulina libera, sia l'estremità positiva che quella negativa si accorciano. Man mano che la concentrazione di tubulina libera aumenta, la depolimerizzazione rallenta fino a che non si raggiunge un punto di equilibrio, detto punto critico; l'equilibrio che si raggiunge è di tipo dinamico. In vitro si può osservare il cosiddetto fenomeno a mulinello: se le concentrazioni di tubulina libera sono abbastanza elevate, i microtubuli si formano spontaneamente.
Nella cellula la concentrazione di tubulina libera non è sufficiente da poter permettere la formazione spontanea dei microtubuli, i quali per formarsi hanno quindi bisogno di un punto di innesco che, nelle cellule animali è dato dalla tubulina-γ, una molecola a forma di anello presente sul centrosoma. Mantenendo bassa la concentrazione di tubulina libera, la cellula può controllare la formazione dei microtubuli, i quali presenteranno quindi un'instabilità dinamica, ovvero si depolimerizzerano e ripolimerizzerano di continuo a partire dal centrosoma. I microtubuli possono stabilizzarsi se alla loro estremità positiva si forma un cappuccio a GTP, che si forma se prima che la tubulina-β idrolizzi il GTP si attacca al microtubulo un altro eterodimero. Un microtubulo che nasce dal centrosoma può non depolimerizzarsi se alla sua estremità positiva (quella più lontana da centrosoma) si va ad attaccare una molecola o una struttura cellulare.
Due microtubuli possono scorrere l'uno sull'altro grazie a speciali proteine presenti sui microtubuli che trasformano l'energia derivante dall'idrolisi di ATP in energia motrice. Al microtubulo si ancorano anche organuli e vescicole, che possono quindi scorrere per mezzo delle proteine motrici, verso l'estremità più (chinesine) o verso l'estremità meno (dineine) del microtubulo.

#### Ciglia e flagelli, strutture con uno scheletro di microtubuli
Speciali proteine dette proteine associate ai microtubuli possono stabilizzare in maniera permanente i microtubuli che vanno così a formare lo scheletro di ciglia e flagelli. I microtubuli sono responsabili della locomozione di due importanti classi di protozoi: i ciliati e i flagellati.
Le ciglia servono per il movimento della cellula. Esse sono particolarmente abbondanti sulla superficie libera (o apicale) di alcune cellule epiteliali. Possono creare correnti nel liquido intorno alla cellula in modo da indirizzare il cibo verso il luogo in cui verrà digerito, come succede per esempio nelle spugne.
La parte che emerge dal citoplasma è detta assonema ed è costituito da una membrana che racchiude 9 coppie di microtubuli (A e B) alla periferia più 2 microtubuli, emergenti dalla placca basale rappresentata da un MTOC. Questa struttura è detta 9+2 e si ritrova in quasi tutte le forme di ciglia e flagelli eucariotici, dai protozoi all'uomo. I microtubuli A delle 9 coppie esterne sono costituiti da due braccia di dineina, una proteina motrice alla base del movimento ciliare e flagellare.
La parte infissa nel citoplasma, invece, è detta corpuscolo basale o blefaroblasto. La sua struttura è molto vicina a quella di un centriolo e risulta costituita da nove triplette di microtubuli. Il fenomeno della motilità ciliare è reso possibile dalle braccia della dineina, che si legano al microtubulo B della coppia di microtubuli adiacenti e idrolizzano ATP. Il cosiddetto "battito ciliare", si traduce in un piegamento laterale che è regolato da un impulso, il quale una volta terminato induce il ritorno del ciglio alla posizione di partenza. Un caso particolare è quello delle cellule epiteliali, in cui le ciglia sono presenti in grande quantità. Per rendere efficace il battito ciliare il movimento deve essere necessariamente coordinato, sia per una stessa fila che per le file precedenti e successive. Il movimento che ne risulta è detto movimento metacronale ed è coordinato dalle radichette ciliari.

### Confronto fra le varie tipologie di filamenti
| Filamento citoscheletrico | Diametro in nm: | Struttura | Esempi: |
| ------------------------- | --------------- | --- | --- |
| Microfilamenti            | 3-6             | Doppia elica formate da tante subunità monomeriche di actina | |
| Filamenti intermedi       | 10              | Due eliche antiparalle/dimeri, formano dei tetrameri. Le proteine che compongono questo tipo di filamenti sono molto differenti, di questo gruppo fanno parte le cheratine (presenti in tutte le cellule del corpo), la vimentina, le laminine e la desmina | - vimentina (mesenchima) - proteina fibrillare acida della glia (cellula della glia) - proteine dei neurofilamenti - cheratina (cellule epiteliali) - lamine nucleari |
| Microtubuli               | 20-25           | Il monomero di questa struttura è un eterodimero di Tubulina, formato da alfa e da beta tubulina. Tutti insieme, messi in fila, vanno a formare il protofilamento. 13 protofilamenti si dispongono in cerchio e formano il microtubulo. Il microtubulo è polarizzato, l'estremità + è contraddistinta da avere esposta la beta tubulina, l'estremità - ha esposta la alfa tubulina. | |

## Il citoscheletro procariote

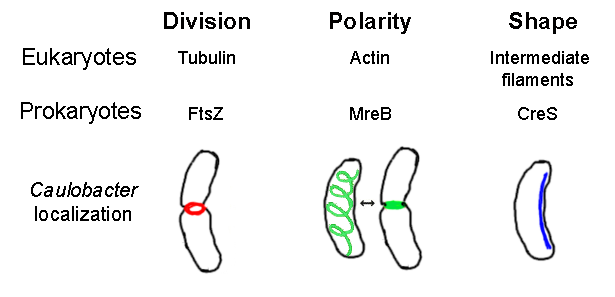
Elementi del citoscheletro del Caulobacter crescentus. Gli elementi del citoscheletro procariotico sono confrontati con i loro omologhi eucarioti e con la loro funzione cellulare ipotizzata.

Con il termine citoscheletro procariote si intende il nome collettivo per tutte le proteine strutturali nei procarioti. Una volta si pensava che le cellule procariote non possedessero un citoschetro; la scoperta dei filamenti citoscheletrici in questo tipo di cellule è avvenuto nei primi anni '90. Questi elementi citoscheletrici giocano un ruolo importante nella divisione cellulare, nella protezione della cellula e nella determinazione della sua forma, oltre che per la determinazione polare nelle varie cellule procariote. La proteina FtsZ e la proteina MreB/Mbl sono state recentemente descritte come costituenti del citoscheletro batterico